# Берег (Волховский район)
Бе́рег — деревня в Пашском сельском поселении Волховского района Ленинградской области.

## История
По данным 1966, 1973 и 1990 годов деревня Берег входила в состав Пашского сельсовета Волховского района.
В 1997 году в деревне Берег Пашской волости проживали 70 человек, в 2002 году — 79 человек (русские — 98 %).
В 2007 году в деревне Берег Пашского СП — 76, в 2010 году — 66
.

## География
Деревня расположена в северо-восточной части района на автодороге 41К-193 (Паша — Загубье).
Расстояние до административного центра поселения — 4 км.
Расстояние до ближайшей железнодорожной станции Паша — 5 км.
Деревня находится на левом берегу реки Паша.

## Демография
| 2007 | 2002 | 2010 | 2012 | 2017 |
| ---- | ---- | ---- | ---- | ---- |
| 76   | ↗79  | ↘66  | ↗85  | ↘83  |

### Национальный состав
Согласно данным Всероссийской переписи населения 2021 года в деревне проживали 94 человека, из них русские — 93, татары — 1 человек.

## Улицы
Полевая.